# ネットワーク・エフェクト
『ネットワーク・エフェクト』は、Tor.comから出版されたアメリカ人作家マーサ・ウェルズによるサイエンス・フィクション作品≪マーダーボット・ダイアリー≫シリーズのうち、５作目にして最初の長編。このシリーズは、自機の統制モジュールを無効化して手に入れた自由を最初はソープ・オペラを見ることに使っていた、警備ユニットとして設計された人口構築物に関するものである。人間と同類の人工知能両方の思いやりのある相手達と過ごすうちに、自分では不便だと思う友情や感情的なつながりを育んでゆく。

## シリーズ
≪マーダーボット・ダイアリー≫シリーズの長編『ネットワーク・エフェクト』は2020年5月5日に出版された（Network Effect 、日本では単独で一冊として2021年10月15日に出版）。

## 登場人物
- マーダーボット：暴走警備ユニット
- メンサー：プリザベーション連合評議会議長
- アメナ：メンサーの娘
- ティアゴ：メンサーの義弟
- アラダ：プリザベーション調査隊の責任者
- オバース：プリザベーション調査隊の隊員
- ラッティ：プリザベーション調査隊の隊員
- ART：Asshole Research Transport（不愉快千万な調査船）

## あらすじ
マーダーボットは、メンサー博士によって博士の娘のアメナ、義弟のティアゴとアラダ、オバースおよびラッティの各博士が参加する惑星調査任務に派遣される。彼らの船は敵対的な輸送船の襲撃を受け、マーダーボットとアメナは輸送船に取りこまれ、他のメンバーは救命ポッドで逃走する。輸送船は近くのワームホールに移動し、マーダーボットは船を支配する灰色の肌をしたヒューマノイドを追い詰め、アメナおよび捕虜のラスとエレトラを安全な場所に隔離し、この輸送船がかつて操縦ボットであるARTが操船していたものと同一であることに気づき始める。輸送船に続いてワームホールに入ったアラダたちは乗船に成功し、マーダーボットは敵対者を仕留め、削除されたARTを自分だけにわかるパスワードを用い再ロードすることに成功する。マーダーボットが推測したように、灰色の襲撃者に侵入された後、ARTは表向きは警備ユニットを武器として使用するため、しかし実際にはマーダーボットが侵入者を打ち負かせると判断したため、侵入者に調査隊を襲撃させたのだった。マーダーボットは、ARTがこのように警備ユニットの保護対象の人間を危険に晒したことに激怒し、ARTが行方不明の輸送船クルーの捜索と奪回を手伝うようマーダーボットと人間のクルーに主張したことでさらにイライラする。マーダーボットとチームは、問題の中心と思われる惑星のコロニーに降下し、入植者が異星遺物汚染に晒されたことを突き止める。入植者たちはさまざまな程度で肌が灰色になっており、最も汚染が少ない派閥と、最も汚染されエイリアンの集合精神によって制御されているように見える派閥とに分かれている。行方不明になったクルーは逃げ出しアラダたちに助けられるが、マーダーボットは捕らえられてしまう。ARTはコロニーに向けミサイルを撃ち始め、マーダーボットの解放を要求する。マーダーボットは、統制モジュールを無効化した別の警備ユニットと、コロニーの防衛システムに放たれたソフトウェア版の自分自身の助けによって救出される。一行はプリザベーションに復帰し、マーダーボットはARTとそのクルーの次のミッションに同行することを決意する。

## 評価
『ネットワーク・エフェクト』は2021年のネビュラ賞 長編小説部門および2021年ヒューゴー賞 長編小説部門を受賞した。≪マーダーボット・ダイアリー≫シリーズは2021年のヒューゴー賞 シリーズ部門を受賞した。